# Secamone dewevrei
Secamone dewevrei är en oleanderväxtart. Secamone dewevrei ingår i släktet Secamone och familjen oleanderväxter.

## Underarter
Arten delas in i följande underarter:
- S. d. dewevrei
- S. d. elliptica